# Сяо Чжи
Сяо Чжи (кит.: 肖智, нар. 28 травня 1985, Лоян) — китайський футболіст, нападник клубу «Гуанчжоу Фулі» і національної збірної Китаю.

## Клубна кар'єра
Народився 28 травня 1985 року в місті Лоян. Вихованець юнацьких команд футбольних клубів «Гуанчжоу Аполло» і «Бейцзін Женьхе».
У дорослому футболі дебютував 2003 року виступами за команду клубу «Нанкін Йойо», в якій провів чотири сезони, взявши участь у 61 матчі чемпіонату. 
Своєю грою за цю команду привернув увагу представників тренерського штабу клубу «Хенань Цзяньє», до складу якого приєднався 2007 року. Відіграв за команду з Чженчжоу наступні вісім сезонів своєї ігрової кар'єри. Більшість часу, проведеного у складі «Хенань Цзяньє», був основним гравцем атакувальної ланки команди.
До складу клубу «Гуанчжоу Фулі» приєднався 2015 року. Станом на 1 січня 2019 року відіграв за команду з Гуанчжоу 75 матчів в національному чемпіонаті.

## Виступи за збірну
2017 року дебютував в офіційних матчах у складі національної збірної Китаю.
У складі збірної був учасником кубка Азії з футболу 2019 року в ОАЕ. У грі 1/8 фіналу цього турніру проти збірної Таїланду зрівняв рахунок, що дозволило згодом його команді вирвати перемогу з рахунком 2:1.